# Andy Gaskill
Andrew Alan « Andy » Gaskill est un animateur, réalisateur et scénariste américain ayant travaillé au sein des Studios Disney

## Biographie
En 1973, il est engagé aux Studios Disney dans le service animation.
En 1985, il quitte les Studios Disney pour Bagdasarian Productions dans lequel il travaille sur le film Les Aventures des Chipmunks et la série Alvin et les Chipmunks avant de retourner chez Disney en tant que développeur visuel sur La Petite Sirène.
En 1994, il est directeur artistique sur Le Roi lion.

## Filmographie
- 1974 : Winnie l'ourson et le Tigre fou (animateur)
- 1977 : Les Aventures de Winnie l'ourson (animateur)
- 1977 : Les Aventures de Bernard et Bianca (animation personnage)
- 1980 : Les Yeux de la forêt (conception alien)
- 1982 : Tron (storyboard)
- 1985 : Rainbow War (scénario)
- 1986 : Spirit Lodge (réalisateur)
- 1987 : The Chipmunk Adventure (storyboard, animateur)
- 1989 : La Petite Sirène (développement visuel)
- 1990 : Alvin et les Chipmunks (2 épisodes, storyboard, conception personnage, directeur artistique)
  - Robomunk
  - Back to Alvin's Future
- 1992 : Tom et Jerry, le film (layout)
- 1993 : Animaniacs (1 épisode, storyboard)
- 1994 : Le Roi lion (directeur artistique, scénario)
- 1995 : Frank and Ollie (caricaturiste)
- 1995 : Dingo et Max (storyboard)
- 1995 : The Tale of Tillie's Dragon (storyboard, décor)
- 1997 : Hercule (directeur artistique)
- 2002 : La Planète au trésor, un nouvel univers (directeur artistique)
- 2007 : The Chubbchubbs Save Xmas (directeur artistique)